# Uberto Decembrio
Uberto Decembrio (Vigevano, 1350 – Treviglio, 1427) è stato un umanista italiano, padre del più celebre Pier Candido.

## Biografia
Segretario del futuro papa Alessandro V dal 1391, fu podestà di Treviglio nel 1422 e nel 1427. Successore di Antonio Loschi come cancelliere ducale, Uberto Decembrio fu allievo e, poi, assistente del dotto bizantino Manuele Crisolora, in Italia per perorare la causa dell'Impero Bizantino minacciato dai Turchi Ottomani. 
Autore di varie orazioni politiche (De Adventu Martini V pontificis, 1418), la sua opera principale fu il De Republica (1422), in cui il fedele servitore di Filippo Maria Visconti descriveva la superiorità del Principato sulla Repubblica, ricollegandosi così alla polemica che divise Loschi e Coluccio Salutati. Infatti, il De Republica di Decembrio sottolinea l'importanza, nelle decisioni politiche, di un solo uomo giusto e virtuoso, capace di scegliere come collaboratori uomini nobili estratti dalla nobiltà di censo. Entrato momentaneamente in disgrazia presso il Visconti, venne poi riabilitato, morendo a Treviglio dove stava esercitando l'ufficio podestarile. Fu sepolto nella Basilica di Sant'Ambrogio. 

## Famiglia
Maritatosi con Caterina Marazzi a Pavia, ebbe da costei i figli Modesto, Pier Candido, Paolo Valerio e Angelo Camillo.